# Liga Campionilor EHF Feminin 2013-2014 - faza grupelor
Acest articol descrie primul tur al Ligii Campionilor EHF Feminin 2013-2014.

## Format
Cele 16 echipe sunt împărțite în patru grupe de câte patru. Fiecare echipă va juca câte un joc pe teren propriu și unul în deplasare împotriva fiecărui adversar din grupă. Primele două echipe clasate vor avansa în grupele principale.

## Împărțire
Tragerea la sorți a meciurilor fazei grupelor a avut loc pe 28 iunie, la Gartenhotel Altmannsdorf din Viena. În acest proces a fost implicat un total de 16 echipe, care au fost împărțite în patru urne valorice de câte patru. Împărțirea s-a efectuat pe baza coeficienților EHF. Cluburile din aceeași urnă valorică sau din aceeași asociație sportivă nu au putut fi trase la sorți în aceeași grupă.
| Urna 1                                                         | Urna 2                                                          | Urna 3                                                                 | Urna 4                                                     |
| -------------------------------------------------------------- | --------------------------------------------------------------- | ---------------------------------------------------------------------- | ---------------------------------------------------------- |
| Győri Audi ETO KC Larvik HK Budućnost Podgorica Krim Ljubljana | BM Bera Bera FC Midtjylland Håndbold Thüringer HC Metz Handball | Hypo Niederösterreich RK Podravka Koprivnica IK Sävehof SPR Lublin SSA | Handball Club Leipzig Ferencváros HCM Baia Mare ŽRK Vardar |

### Grupa A
| Echipa                | M | V | E | Î | GM  | GP  | G   | Pct |
| --------------------- | - | - | - | - | --- | --- | --- | --- |
| Győri Audi ETO KC     | 6 | 6 | 0 | 0 | 192 | 143 | +49 | 12  |
| Thüringer HC          | 6 | 2 | 0 | 4 | 159 | 165 | −6  | 4   |
| Hypo Niederösterreich | 6 | 2 | 0 | 4 | 149 | 170 | −21 | 4   |
| HCM Baia Mare         | 6 | 2 | 0 | 4 | 140 | 162 | −22 | 4   |

| 5 octombrie 2013 18:30 | Győri Audi ETO KC | 41 – 22 | Hypo Niederösterreich | Magvassy Mihály Sportcsarnok, Győr Asistență: 1.800 Arbitri: Pavićević, Ražnatović |
| 5 octombrie 2013 18:30 | Løke 6            | (21–11) | do Nascimento 8       | Magvassy Mihály Sportcsarnok, Győr Asistență: 1.800 Arbitri: Pavićević, Ražnatović |
| 5 octombrie 2013 18:30 | 1× 3×             | Cronica | 2× 3×                 | Magvassy Mihály Sportcsarnok, Győr Asistență: 1.800 Arbitri: Pavićević, Ražnatović |

| 6 octombrie 2013 15:00 | Thüringer HC | 36 - 29 | HCM Baia Mare   | Salza-Halle, Bad Langensalza Asistență: 1.800 Arbitri: Arntsen, Röen |
| 6 octombrie 2013 15:00 | Frey 10      | (18-15) | Geiger, Tătar 7 | Salza-Halle, Bad Langensalza Asistență: 1.800 Arbitri: Arntsen, Röen |
| 6 octombrie 2013 15:00 | 3× 2×        | Cronica | 3×              | Salza-Halle, Bad Langensalza Asistență: 1.800 Arbitri: Arntsen, Röen |

| 12 octombrie 2013 19:00 | HCM Baia Mare | 21 - 33 | Győri Audi ETO KC | Sala Sporturilor Lascăr Pană, Baia Mare Asistență: 2.000 Arbitri: Brunovský, Čanda |
| 12 octombrie 2013 19:00 | Tătar 5       | (10-16) | Løke 9            | Sala Sporturilor Lascăr Pană, Baia Mare Asistență: 2.000 Arbitri: Brunovský, Čanda |
| 12 octombrie 2013 19:00 | 3× 2×         | Cronica | 5× 3×             | Sala Sporturilor Lascăr Pană, Baia Mare Asistență: 2.000 Arbitri: Brunovský, Čanda |

| 13 octombrie 2013 20:25 | Hypo Niederösterreich | 29 - 23 | Thüringer HC           | Bundessport- und Freizeitzentrum Südstadt, Maria Enzersdorf Asistență: 600 Arbitri: Bonaventura, Bonaventura |
| 13 octombrie 2013 20:25 | do Nascimento 9       | (14-13) | Cabral Barbosa, Frey 7 | Bundessport- und Freizeitzentrum Südstadt, Maria Enzersdorf Asistență: 600 Arbitri: Bonaventura, Bonaventura |
| 13 octombrie 2013 20:25 | 3×                    | Cronica | 4× 2× 1×               | Bundessport- und Freizeitzentrum Südstadt, Maria Enzersdorf Asistență: 600 Arbitri: Bonaventura, Bonaventura |

| 19 octombrie 2013 17:00 | HCM Baia Mare | 24 - 23 | Hypo Niederösterreich                      | Sala Sporturilor Lascăr Pană, Baia Mare Asistență: 2.080 Arbitri: Alpaidze, Berezkina |
| 19 octombrie 2013 17:00 | Nechita 6     | (8-12)  | Aćimović, do Nascimento, Franca da Silva 6 | Sala Sporturilor Lascăr Pană, Baia Mare Asistență: 2.080 Arbitri: Alpaidze, Berezkina |
| 19 octombrie 2013 17:00 | 2× 3×         | Cronica | 2×                                         | Sala Sporturilor Lascăr Pană, Baia Mare Asistență: 2.080 Arbitri: Alpaidze, Berezkina |

| 20 octombrie 2013 16:00 | Thüringer HC | 25 – 33 | Győri Audi ETO KC | Salza-Halle, Bad Langensalza Asistență: 2.000 Arbitri: Nikolov, Nacevski |
| 20 octombrie 2013 16:00 | Frey, Gros 6 | (12–20) | Görbicz 11        | Salza-Halle, Bad Langensalza Asistență: 2.000 Arbitri: Nikolov, Nacevski |
| 20 octombrie 2013 16:00 | 1× 3×        | Cronica | 1× 3×             | Salza-Halle, Bad Langensalza Asistență: 2.000 Arbitri: Nikolov, Nacevski |

| 2 noiembrie 2013 18:15 | Győri Audi ETO KC | 29 - 22 | Thüringer HC   | Magvassy Mihály Sportcsarnok, Győr Asistență: 1.900 Arbitri: Nikolić, Stojković |
| 2 noiembrie 2013 18:15 | Bulatović 7       | (13-11) | Cabral Barbosa | Magvassy Mihály Sportcsarnok, Győr Asistență: 1.900 Arbitri: Nikolić, Stojković |
| 2 noiembrie 2013 18:15 | 4× 3×             | Cronica | 6× 3×          | Magvassy Mihály Sportcsarnok, Győr Asistență: 1.900 Arbitri: Nikolić, Stojković |

| 2 noiembrie 2013 20:25 | Hypo Niederösterreich | 23 - 20 | HCM Baia Mare | Bundessport- und Freizeitzentrum Südstadt, Maria Enzersdorf Asistență: 1.020 Arbitri: Poulsen, Mortensen |
| 2 noiembrie 2013 20:25 | do Nascimento 11      | (16-10) | Rudics 4      | Bundessport- und Freizeitzentrum Südstadt, Maria Enzersdorf Asistență: 1.020 Arbitri: Poulsen, Mortensen |
| 2 noiembrie 2013 20:25 | 4× 3×                 | Cronica | 4× 3×         | Bundessport- und Freizeitzentrum Südstadt, Maria Enzersdorf Asistență: 1.020 Arbitri: Poulsen, Mortensen |

| 10 noiembrie 2013 18:00 | HCM Baia Mare | 20 - 19 | Thüringer HC | Sala Sporturilor Lascăr Pană, Baia Mare Asistență: 2.080 Arbitri: Krstić, Ljubić |
| 10 noiembrie 2013 18:00 | Marin 10      | (10-11) | Nadgornaja 7 | Sala Sporturilor Lascăr Pană, Baia Mare Asistență: 2.080 Arbitri: Krstić, Ljubić |
| 10 noiembrie 2013 18:00 | 2× 3×         | Cronica | 5× 3×        | Sala Sporturilor Lascăr Pană, Baia Mare Asistență: 2.080 Arbitri: Krstić, Ljubić |

| 10 noiembrie 2013 20:05 | Hypo Niederösterreich | 27 - 28 | Győri Audi ETO KC | Bundessport- und Freizeitzentrum Südstadt, Maria Enzersdorf Asistență: 1.020 Arbitri: Arntsen, Röen |
| 10 noiembrie 2013 20:05 | do Nascimento 8       | (11-14) | Bulatović 9       | Bundessport- und Freizeitzentrum Südstadt, Maria Enzersdorf Asistență: 1.020 Arbitri: Arntsen, Röen |
| 10 noiembrie 2013 20:05 | 4× 3×                 | Cronica | 2×                | Bundessport- und Freizeitzentrum Südstadt, Maria Enzersdorf Asistență: 1.020 Arbitri: Arntsen, Röen |

| 16 noiembrie 2013 18:30 | Győri Audi ETO KC | 28 - 26 | HCM Baia Mare | Magvassy Mihály Sportcsarnok, Győr Asistență: 1.900 Arbitri: Baranowski, Lemanowicz |
| 16 noiembrie 2013 18:30 | Bulatović 7       | (14-14) | Geiger 7      | Magvassy Mihály Sportcsarnok, Győr Asistență: 1.900 Arbitri: Baranowski, Lemanowicz |
| 16 noiembrie 2013 18:30 | 3×                | Cronica | 4× 3×         | Magvassy Mihály Sportcsarnok, Győr Asistență: 1.900 Arbitri: Baranowski, Lemanowicz |

| 17 noiembrie 2013 15:00 | Thüringer HC | 34 - 25 | Hypo Niederösterreich | Salza-Halle, Bad Langensalza Asistență: 2.208 Arbitri: Laurell, Engberg |
| 17 noiembrie 2013 15:00 | Wohlbold 8   | (17-11) | do Nascimento 8       | Salza-Halle, Bad Langensalza Asistență: 2.208 Arbitri: Laurell, Engberg |
| 17 noiembrie 2013 15:00 | 5× 2×        | Cronica | 4× 3×                 | Salza-Halle, Bad Langensalza Asistență: 2.208 Arbitri: Laurell, Engberg |

### Grupa B
| Echipa              | M | V | E | Î | GM  | GP  | G   | Pct |
| ------------------- | - | - | - | - | --- | --- | --- | --- |
| FC Midtjylland      | 6 | 5 | 0 | 1 | 156 | 139 | +17 | 10  |
| Budućnost Podgorica | 6 | 4 | 0 | 2 | 156 | 125 | +31 | 8   |
| Ferencváros         | 6 | 3 | 0 | 3 | 162 | 161 | +1  | 6   |
| SPR Lublin SSA      | 6 | 0 | 0 | 6 | 140 | 189 | −49 | 0   |

| 6 octombrie 2013 17:00 | Midtjylland Håndbold                 | 32 - 23 | Ferencváros | Ikast-Brande Arena, Ikast Asistență: 1.790 Arbitri: Florescu, Duță |
| 6 octombrie 2013 17:00 | Groot, Jensen, Jørgensen, Troelsen 6 | (16-11) | Pena 8      | Ikast-Brande Arena, Ikast Asistență: 1.790 Arbitri: Florescu, Duță |
| 6 octombrie 2013 17:00 | 5× 3×                                | Cronica | 7× 3×       | Ikast-Brande Arena, Ikast Asistență: 1.790 Arbitri: Florescu, Duță |

| 6 octombrie 2013 19:00 | Budućnost Podgorica | 31 - 19 | SPR Lublin SSA   | Centrul Sportiv Morača, Podgorica Asistență: 3.000 Arbitri: Năstase, Stancu |
| 6 octombrie 2013 19:00 | Petrović 6          | (16-8)  | Drabik, Wojtas 4 | Centrul Sportiv Morača, Podgorica Asistență: 3.000 Arbitri: Năstase, Stancu |
| 6 octombrie 2013 19:00 | 3×                  | Cronica | 3×               | Centrul Sportiv Morača, Podgorica Asistență: 3.000 Arbitri: Năstase, Stancu |

| 12 octombrie 2013 20:00 | SPR Lublin SSA | 24 - 25 | Midtjylland Håndbold | Hala Sportowo-Widowiskowa „Globus”, Lublin Asistență: 2.500 Arbitri: Brkić, Jusufhodžić |
| 12 octombrie 2013 20:00 | Wojtas 6       | (14-13) | Jørgensen 8          | Hala Sportowo-Widowiskowa „Globus”, Lublin Asistență: 2.500 Arbitri: Brkić, Jusufhodžić |
| 12 octombrie 2013 20:00 | 1× 3×          | Cronica | 2× 3×                | Hala Sportowo-Widowiskowa „Globus”, Lublin Asistență: 2.500 Arbitri: Brkić, Jusufhodžić |

| 13 octombrie 2013 18:00 | Ferencváros | 27 - 25 | Budućnost Podgorica | Főtáv FTC Kézilabda Aréna, Budapesta Asistență: 2.400 Arbitri: Gusko, Repkin |
| 13 octombrie 2013 18:00 | Tomori 7    | (13-13) | Petrović 8          | Főtáv FTC Kézilabda Aréna, Budapesta Asistență: 2.400 Arbitri: Gusko, Repkin |
| 13 octombrie 2013 18:00 | 2× 3×       | Cronica | 3×                  | Főtáv FTC Kézilabda Aréna, Budapesta Asistență: 2.400 Arbitri: Gusko, Repkin |

| 20 octombrie 2013 14:00 | Ferencváros | 40 – 25 | SPR Lublin SSA | Főtáv FTC Kézilabda Aréna, Budapesta Asistență: 2.400 Arbitri: Laurell, Engberg |
| 20 octombrie 2013 14:00 | Kovacsicz 8 | (20–12) | Wojtas 11      | Főtáv FTC Kézilabda Aréna, Budapesta Asistență: 2.400 Arbitri: Laurell, Engberg |
| 20 octombrie 2013 14:00 | 4× 3×       | Cronica | 3× 2×          | Főtáv FTC Kézilabda Aréna, Budapesta Asistență: 2.400 Arbitri: Laurell, Engberg |

| 20 octombrie 2013 15:15 | Midtjylland Håndbold | 21 - 19 | Budućnost Podgorica | Ikast-Brande Arena, Ikast Asistență: 2.020 Arbitri: Opava, Válek |
| 20 octombrie 2013 15:15 | Jensen 8             | (8–11)  | Neagu 6             | Ikast-Brande Arena, Ikast Asistență: 2.020 Arbitri: Opava, Válek |
| 20 octombrie 2013 15:15 | 4× 2×                | Cronica | 8× 3×               | Ikast-Brande Arena, Ikast Asistență: 2.020 Arbitri: Opava, Válek |

| 3 noiembrie 2013 17:00 | Budućnost Podgorica | 22 - 15 | Midtjylland Håndbold    | Centrul Sportiv Morača, Podgorica Asistență: 4.000 Arbitri: Cohen, Peretz |
| 3 noiembrie 2013 17:00 | Knežević 8          | (12-10) | Jørgensen, Thorsgaard 4 | Centrul Sportiv Morača, Podgorica Asistență: 4.000 Arbitri: Cohen, Peretz |
| 3 noiembrie 2013 17:00 | 2× 3×               | Cronica | 2× 3×                   | Centrul Sportiv Morača, Podgorica Asistență: 4.000 Arbitri: Cohen, Peretz |

| 3 noiembrie 2013 17:15 | SPR Lublin SSA | 24 - 26 | Ferencváros | Hala Sportowo-Widowiskowa „Globus”, Lublin Asistență: 1.800 Arbitri: Tzaferopoulos, Bethmann |
| 3 noiembrie 2013 17:15 | Skrzyniarz 8   | (12-15) | Tomori 7    | Hala Sportowo-Widowiskowa „Globus”, Lublin Asistență: 1.800 Arbitri: Tzaferopoulos, Bethmann |
| 3 noiembrie 2013 17:15 | 3×             | Cronica | 3× 2×       | Hala Sportowo-Widowiskowa „Globus”, Lublin Asistență: 1.800 Arbitri: Tzaferopoulos, Bethmann |

| 9 noiembrie 2013 16:00 | SPR Lublin SSA | 22 - 30 | Budućnost Podgorica | Hala Sportowo-Widowiskowa „Globus”, Lublin Asistență: 1.600 Arbitri: Kolevski, Krkačev |
| 9 noiembrie 2013 16:00 | Mihdaliova 7   | (12-13) | Petrović 8          | Hala Sportowo-Widowiskowa „Globus”, Lublin Asistență: 1.600 Arbitri: Kolevski, Krkačev |
| 9 noiembrie 2013 16:00 | 3×             | Cronica | 4× 3×               | Hala Sportowo-Widowiskowa „Globus”, Lublin Asistență: 1.600 Arbitri: Kolevski, Krkačev |

| 9 noiembrie 2013 18:30 | Ferencváros | 25 - 26 | Midtjylland Håndbold | Főtáv FTC Kézilabda Aréna, Budapesta Asistență: 1.800 Arbitri: Marić, Mašić |
| 9 noiembrie 2013 18:30 | Pena 8      | (10-13) | Groot 7              | Főtáv FTC Kézilabda Aréna, Budapesta Asistență: 1.800 Arbitri: Marić, Mašić |
| 9 noiembrie 2013 18:30 | 3×          | Cronica | 4× 3×                | Főtáv FTC Kézilabda Aréna, Budapesta Asistență: 1.800 Arbitri: Marić, Mašić |

| 17 noiembrie 2013 13:15 | Midtjylland Håndbold | 37 - 26 | SPR Lublin SSA | Ikast-Brande Arena, Ikast Asistență: 1.830 Arbitri: Bonaventura, Bonaventura |
| 17 noiembrie 2013 13:15 | L. Jørgensen 9       | (20-13) | Majerek 5      | Ikast-Brande Arena, Ikast Asistență: 1.830 Arbitri: Bonaventura, Bonaventura |
| 17 noiembrie 2013 13:15 | 1× 3×                | Cronica | 3×             | Ikast-Brande Arena, Ikast Asistență: 1.830 Arbitri: Bonaventura, Bonaventura |

| 17 noiembrie 2013 18:00 | Budućnost Podgorica | 29 - 21 | Ferencváros | Centrul Sportiv Morača, Podgorica Asistență: 5.000 Arbitri: Stark, Ștefan |
| 17 noiembrie 2013 18:00 | Ježić, Knežević 6   | (15-14) | Tomori 6    | Centrul Sportiv Morača, Podgorica Asistență: 5.000 Arbitri: Stark, Ștefan |
| 17 noiembrie 2013 18:00 | 2×                  | Cronica | 5× 3×       | Centrul Sportiv Morača, Podgorica Asistență: 5.000 Arbitri: Stark, Ștefan |

### Grupa C
| Echipa                | M | V | E | Î | GM  | GP  | G   | Pct |
| --------------------- | - | - | - | - | --- | --- | --- | --- |
| Krim Ljubljana        | 6 | 4 | 1 | 1 | 167 | 138 | +29 | 9   |
| IK Sävehof            | 6 | 3 | 1 | 2 | 169 | 172 | −3  | 7   |
| Metz Handball         | 6 | 3 | 0 | 3 | 149 | 144 | +5  | 6   |
| Handball Club Leipzig | 6 | 1 | 0 | 5 | 139 | 170 | −31 | 2   |

| 5 octombrie 2013 16:00 | Metz Handball     | 22 – 23 | Handball Club Leipzig | Arènes de Metz, Metz Asistență: 3.800 Arbitri: Brehmer, Skowronek |
| 5 octombrie 2013 16:00 | Broch, Liščević 4 | (11–13) | Kudłacz, Müller 5     | Arènes de Metz, Metz Asistență: 3.800 Arbitri: Brehmer, Skowronek |
| 5 octombrie 2013 16:00 | 2× 3×             | Cronica | 6× 3×                 | Arènes de Metz, Metz Asistență: 3.800 Arbitri: Brehmer, Skowronek |

| 5 octombrie 2013 20:30 | Krim Ljubljana | 36 – 28 | IK Sävehof   | Arena Stožice, Ljubljana Asistență: 2.000 Arbitri: Alpaidze, Berezkina |
| 5 octombrie 2013 20:30 | Mavsar 9       | (14–12) | Fogelström 6 | Arena Stožice, Ljubljana Asistență: 2.000 Arbitri: Alpaidze, Berezkina |
| 5 octombrie 2013 20:30 | 1× 2×          | Cronica | 2× 3×        | Arena Stožice, Ljubljana Asistență: 2.000 Arbitri: Alpaidze, Berezkina |

| 12 octombrie 2013 16:00 | IK Sävehof | 32 - 30 | Metz Handball          | Partillebohallen, Partille Asistență: 800 Arbitri: Marić, Mašić |
| 12 octombrie 2013 16:00 | Odén 11    | (15-19) | Baudoin, Zaadi Deuna 6 | Partillebohallen, Partille Asistență: 800 Arbitri: Marić, Mašić |
| 12 octombrie 2013 16:00 | 2× 3×      | Cronica | 3× 2×                  | Partillebohallen, Partille Asistență: 800 Arbitri: Marić, Mašić |

| 13 octombrie 2013 15:00 | Handball Club Leipzig | 23 - 27 | Krim Ljubljana   | Leipzig Arena, Leipzig Asistență: 3.691 Arbitri: Stoļarovs, Līcis |
| 13 octombrie 2013 15:00 | Kudłacz 7             | (10-13) | Lazović-Varlec 7 | Leipzig Arena, Leipzig Asistență: 3.691 Arbitri: Stoļarovs, Līcis |
| 13 octombrie 2013 15:00 | 3×                    | Cronica | 4× 3×            | Leipzig Arena, Leipzig Asistență: 3.691 Arbitri: Stoļarovs, Līcis |

| 19 octombrie 2013 16:00 | Handball Club Leipzig | 28 - 34 | IK Sävehof | Leipzig Arena, Leipzig Asistență: 2.500 Arbitri: Sager, Styger |
| 19 octombrie 2013 16:00 | Müller 8              | (15-18) | Odén 9     | Leipzig Arena, Leipzig Asistență: 2.500 Arbitri: Sager, Styger |
| 19 octombrie 2013 16:00 | 4× 3×                 | Cronica | 5×         | Leipzig Arena, Leipzig Asistență: 2.500 Arbitri: Sager, Styger |

| 20 octombrie 2013 19:00 | Metz Handball           | 21 - 20 | Krim Ljubljana | Arènes de Metz, Metz Asistență: 4.053 Arbitri: Cohen, Peretz |
| 20 octombrie 2013 19:00 | Baudoin, Kamto Njitam 4 | (12-7)  | Irman 6        | Arènes de Metz, Metz Asistență: 4.053 Arbitri: Cohen, Peretz |
| 20 octombrie 2013 19:00 | 4× 2×                   | Cronica | 4× 3×          | Arènes de Metz, Metz Asistență: 4.053 Arbitri: Cohen, Peretz |

| 2 noiembrie 2013 20:30 | Krim Ljubljana | 27 - 21 | Metz Handball | Arena Stožice, Ljubljana Asistență: 2.100 Arbitri: Mažeika, Gatelis |
| 2 noiembrie 2013 20:30 | Irman 7        | (13-11) | Baudoin 7     | Arena Stožice, Ljubljana Asistență: 2.100 Arbitri: Mažeika, Gatelis |
| 2 noiembrie 2013 20:30 | 3×             | Cronica | 2× 3×         | Arena Stožice, Ljubljana Asistență: 2.100 Arbitri: Mažeika, Gatelis |

| 3 noiembrie 2013 16:00 | IK Sävehof | 30 - 23 | Handball Club Leipzig | Partillebohallen, Partille Asistență: 1.511 Arbitri: Andorka, Hucker |
| 3 noiembrie 2013 16:00 | Odén 8     | (14-13) | Lang 6                | Partillebohallen, Partille Asistență: 1.511 Arbitri: Andorka, Hucker |
| 3 noiembrie 2013 16:00 | 4× 2×      | Cronica | 2×                    | Partillebohallen, Partille Asistență: 1.511 Arbitri: Andorka, Hucker |

| 10 noiembrie 2013 15:00 | Handball Club Leipzig | 22 - 25 | Metz Handball | Leipzig Arena, Leipzig Asistență: 2.491 Arbitri: Lorente, Serradilla |
| 10 noiembrie 2013 15:00 | Kudłacz, Lang 5       | (10-11) | Andriușina 7  | Leipzig Arena, Leipzig Asistență: 2.491 Arbitri: Lorente, Serradilla |
| 10 noiembrie 2013 15:00 | 2× 3×                 | Cronica | 4× 3×         | Leipzig Arena, Leipzig Asistență: 2.491 Arbitri: Lorente, Serradilla |

| 10 noiembrie 2013 16:00 | IK Sävehof | 25 - 25 | Krim Ljubljana | Partillebohallen, Partille Asistență: 1.355 Arbitri: Santos, Fonseca |
| 10 noiembrie 2013 16:00 | Alm 7      | (16-13) | Mavsar 6       | Partillebohallen, Partille Asistență: 1.355 Arbitri: Santos, Fonseca |
| 10 noiembrie 2013 16:00 | 3×         | Cronica | 2× 3×          | Partillebohallen, Partille Asistență: 1.355 Arbitri: Santos, Fonseca |

| 16 noiembrie 2013 17:00 | Krim Ljubljana | 32 - 20 | Handball Club Leipzig | Arena Stožice, Ljubljana Asistență: 2.500 Arbitri: Florescu, Duță |
| 16 noiembrie 2013 17:00 | Zrnec 7        | (15-8)  | Kudłacz 7             | Arena Stožice, Ljubljana Asistență: 2.500 Arbitri: Florescu, Duță |
| 16 noiembrie 2013 17:00 | 2×             | Cronica | 1× 3×                 | Arena Stožice, Ljubljana Asistență: 2.500 Arbitri: Florescu, Duță |

| 17 noiembrie 2013 13:15 | Metz Handball | 30 - 20 | IK Sävehof        | Arènes de Metz, Metz Asistență: 4.060 Arbitri: Covalciuc, Covalciuc |
| 17 noiembrie 2013 13:15 | Zaadi Deuna 6 | (20-10) | Alm, Fogelström 4 | Arènes de Metz, Metz Asistență: 4.060 Arbitri: Covalciuc, Covalciuc |
| 17 noiembrie 2013 13:15 | 3×            | Cronica | 2× 3×             | Arènes de Metz, Metz Asistență: 4.060 Arbitri: Covalciuc, Covalciuc |

### Grupa D
| Echipa              | M | V | E | Î | GM  | GP  | G   | Pct |
| ------------------- | - | - | - | - | --- | --- | --- | --- |
| ŽRK Vardar          | 6 | 5 | 1 | 0 | 185 | 138 | +47 | 11  |
| Larvik HK           | 6 | 4 | 1 | 1 | 170 | 133 | +37 | 9   |
| BM Bera Bera        | 6 | 1 | 0 | 5 | 123 | 157 | −34 | 2   |
| Podravka Koprivnica | 6 | 1 | 0 | 5 | 128 | 178 | −50 | 2   |

| 5 octombrie 2013 19:30 | Larvik HK           | 34 – 18 | RK Podravka Koprivnica | Arena Larvik, Larvik Asistență: 1.710 Arbitri: Sigurjónsson, Pétursson |
| 5 octombrie 2013 19:30 | Riegelhuth Koren 12 | (17–7)  | Milanović-Litre 5      | Arena Larvik, Larvik Asistență: 1.710 Arbitri: Sigurjónsson, Pétursson |
| 5 octombrie 2013 19:30 | 4× 3×               | Cronica | 6× 2×                  | Arena Larvik, Larvik Asistență: 1.710 Arbitri: Sigurjónsson, Pétursson |

| 6 octombrie 2013 12:15 | BM Bera Bera              | 19 - 23 | ŽRK Vardar | Polideportivo Municipal Bidebieta, San Sebastián Asistență: 850 Arbitri: Herczeg, Südi |
| 6 octombrie 2013 12:15 | Ziarsolo Areitioaurtena 7 | (8-12)  | Lekić 6    | Polideportivo Municipal Bidebieta, San Sebastián Asistență: 850 Arbitri: Herczeg, Südi |
| 6 octombrie 2013 12:15 | 2× 3× 1×                  | Cronica | 7× 3× 1×   | Polideportivo Municipal Bidebieta, San Sebastián Asistență: 850 Arbitri: Herczeg, Südi |

| 11 octombrie 2013 18:30 | ŽRK Vardar | 27 - 27 | Larvik HK | Centrul Sportiv Boris Trajkovski, Skopje Asistență: 3.100 Arbitri: Caçador, Nicolau |
| 11 octombrie 2013 18:30 | Zebić 7    | (12-15) | Mørk 9    | Centrul Sportiv Boris Trajkovski, Skopje Asistență: 3.100 Arbitri: Caçador, Nicolau |
| 11 octombrie 2013 18:30 | 2× 3×      | Cronica | 4× 3×     | Centrul Sportiv Boris Trajkovski, Skopje Asistență: 3.100 Arbitri: Caçador, Nicolau |

| 12 octombrie 2013 18:00 | RK Podravka Koprivnica | 29 - 18 | BM Bera Bera   | Sportska dvorana Gimnazije „Fran Galović”, Koprivnica Asistență: 1.500 Arbitri: Rakitina, Tkaciuk |
| 12 octombrie 2013 18:00 | Živković 9             | (14-7)  | Pinedo Saenz 7 | Sportska dvorana Gimnazije „Fran Galović”, Koprivnica Asistență: 1.500 Arbitri: Rakitina, Tkaciuk |
| 12 octombrie 2013 18:00 | 2× 3×                  | Cronica | 2× 3×          | Sportska dvorana Gimnazije „Fran Galović”, Koprivnica Asistență: 1.500 Arbitri: Rakitina, Tkaciuk |

| 19 octombrie 2013 20:00 | ŽRK Vardar  | 39 - 26 | RK Podravka Koprivnica | Centrul Sportiv Boris Trajkovski, Skopje Asistență: 3.800 Arbitri: Bonaventura, Bonaventura |
| 19 octombrie 2013 20:00 | Radičević 8 | (18-7)  | Havić 7                | Centrul Sportiv Boris Trajkovski, Skopje Asistență: 3.800 Arbitri: Bonaventura, Bonaventura |
| 19 octombrie 2013 20:00 | 2×          | Cronica | 3× 2×                  | Centrul Sportiv Boris Trajkovski, Skopje Asistență: 3.800 Arbitri: Bonaventura, Bonaventura |

| 20 octombrie 2013 17:00 | BM Bera Bera              | 17 - 27 | Larvik HK | Polideportivo Municipal Bidebieta, San Sebastián Asistență: 800 Arbitri: Vujačić, Kažanegra |
| 20 octombrie 2013 17:00 | Ziarsolo Areitioaurtena 5 | (9-13)  | Mørk 6    | Polideportivo Municipal Bidebieta, San Sebastián Asistență: 800 Arbitri: Vujačić, Kažanegra |
| 20 octombrie 2013 17:00 | 3×                        | Cronica | 2× 3×     | Polideportivo Municipal Bidebieta, San Sebastián Asistență: 800 Arbitri: Vujačić, Kažanegra |

| 2 noiembrie 2013 19:30 | Larvik HK  | 29 - 21 | BM Bera Bera     | Arena Larvik, Larvik Asistență: 1.559 Arbitri: Lah, Sok |
| 2 noiembrie 2013 19:30 | Sulland 11 | (15-9)  | Elorza Eguiara 8 | Arena Larvik, Larvik Asistență: 1.559 Arbitri: Lah, Sok |
| 2 noiembrie 2013 19:30 | 3×         | Cronica | 4× 2×            | Arena Larvik, Larvik Asistență: 1.559 Arbitri: Lah, Sok |

| 3 noiembrie 2013 18:00 | RK Podravka Koprivnica | 17 - 35 | ŽRK Vardar | Sportska dvorana Gimnazije „Fran Galović”, Koprivnica Asistență: 1.800 Arbitri: Pandžić, Mosorinski |
| 3 noiembrie 2013 18:00 | Živković 4             | (10-16) | Lekić 8    | Sportska dvorana Gimnazije „Fran Galović”, Koprivnica Asistență: 1.800 Arbitri: Pandžić, Mosorinski |
| 3 noiembrie 2013 18:00 | 4× 3×                  | Cronica | 2× 3×      | Sportska dvorana Gimnazije „Fran Galović”, Koprivnica Asistență: 1.800 Arbitri: Pandžić, Mosorinski |

| 10 noiembrie 2013 18:00 | RK Podravka Koprivnica | 19-24   | Larvik HK | Sportska dvorana Gimnazije „Fran Galović”, Koprivnica Asistență: 2.100 Arbitri: Kijauskaite, Zaliene |
| 10 noiembrie 2013 18:00 | Trifunović 8           | (8-8)   | Mørk 8    | Sportska dvorana Gimnazije „Fran Galović”, Koprivnica Asistență: 2.100 Arbitri: Kijauskaite, Zaliene |
| 10 noiembrie 2013 18:00 | 7× 2×                  | Cronica | 1× 2×     | Sportska dvorana Gimnazije „Fran Galović”, Koprivnica Asistență: 2.100 Arbitri: Kijauskaite, Zaliene |

| 10 noiembrie 2013 18:00 | ŽRK Vardar | 30 - 20 | BM Bera Bera              | Centrul Sportiv Boris Trajkovski, Skopje Asistență: 3.500 Arbitri: Năstase, Stancu |
| 10 noiembrie 2013 18:00 | Hmirova 6  | (15-7)  | Ziarsolo Areitioaurtena 7 | Centrul Sportiv Boris Trajkovski, Skopje Asistență: 3.500 Arbitri: Năstase, Stancu |
| 10 noiembrie 2013 18:00 | 1× 2×      | Cronica | 3×                        | Centrul Sportiv Boris Trajkovski, Skopje Asistență: 3.500 Arbitri: Năstase, Stancu |

| 16 noiembrie 2013 19:30 | Larvik HK | 29 - 31 | ŽRK Vardar  | Arena Larvik, Larvik Asistență: 2.457 Arbitri: Horváth, Márton |
| 16 noiembrie 2013 19:30 | Mørk 6    | (15-15) | Radičević 7 | Arena Larvik, Larvik Asistență: 2.457 Arbitri: Horváth, Márton |
| 16 noiembrie 2013 19:30 | 2× 3×     | Cronica | 2× 3×       | Arena Larvik, Larvik Asistență: 2.457 Arbitri: Horváth, Márton |

| 17 noiembrie 2013 12:15 | BM Bera Bera              | 28 - 19 | RK Podravka Koprivnica | Polideportivo Municipal Bidebieta, San Sebastián Asistență: 800 Arbitri: Pichon, Reveret |
| 17 noiembrie 2013 12:15 | Ziarsolo Areitioaurtena 9 | (11-11) | Havić 4                | Polideportivo Municipal Bidebieta, San Sebastián Asistență: 800 Arbitri: Pichon, Reveret |
| 17 noiembrie 2013 12:15 | 3×                        | Cronica | 6× 3×                  | Polideportivo Municipal Bidebieta, San Sebastián Asistență: 800 Arbitri: Pichon, Reveret |

## Grupele principale
Tragerea la sorți a grupelor principale a avut loc pe 19 noiembrie, la Gartenhotel Altmannsdorf din Viena. Un total de 8 echipe au fost implicate în acest proces, fiind împărțite în două urne valorice de câte patru. Împărțirea echipelor în cele două urne s-a făcut pe baza rezultatelor din faza grupelor. Echipele care au terminat grupele pe primul loc au fost distribuite în Urna 1, iar cele care au terminat grupele pe locul al doilea au fost distribuite în Urna a 2-a.

### Distribuție
| Urna 1                                                              | Urna a 2-a                                      |
| ------------------------------------------------------------------- | ----------------------------------------------- |
| Győri Audi ETO KC FC Midtjylland Håndbold Krim Ljubljana ŽRK Vardar | Thüringer HC ŽRK Budućnost IK Sävehof Larvik HK |

### Grupa 1
| Echipa         | M | V | E | Î | GM  | GP  | G   | Pct |
| -------------- | - | - | - | - | --- | --- | --- | --- |
| ŽRK Vardar     | 6 | 3 | 2 | 1 | 154 | 142 | +12 | 8   |
| FC Midtjylland | 6 | 3 | 1 | 2 | 152 | 147 | +5  | 7   |
| Thüringer HC   | 6 | 3 | 1 | 2 | 157 | 156 | +1  | 7   |
| IK Sävehof     | 5 | 0 | 2 | 3 | 149 | 167 | −18 | 2   |

| 1 februarie 2014 13:45 | FC Midtjylland Håndbold | 25 - 24 | IK Sävehof | Ikast-Brande Arena, Ikast Asistență: 2.025 Arbitri: Brkić, Jusufhodžić |
| 1 februarie 2014 13:45 | Groot, Troelsen 4       | (12–14) | Odén 9     | Ikast-Brande Arena, Ikast Asistență: 2.025 Arbitri: Brkić, Jusufhodžić |
| 1 februarie 2014 13:45 | 3× 2×                   | Cronica | 5× 3×      | Ikast-Brande Arena, Ikast Asistență: 2.025 Arbitri: Brkić, Jusufhodžić |

| 2 februarie 2014 18:00 | ŽRK Vardar             | 31 - 25 | Thüringer HC | Centrul Sportiv Boris Trajkovski, Skopje Asistență: 4.000 Arbitri: Mata, López |
| 2 februarie 2014 18:00 | Dmitrović, Radičević 6 | (16-13) | Luzumová 8   | Centrul Sportiv Boris Trajkovski, Skopje Asistență: 4.000 Arbitri: Mata, López |
| 2 februarie 2014 18:00 | 2× 3×                  | Cronica | 2× 3×        | Centrul Sportiv Boris Trajkovski, Skopje Asistență: 4.000 Arbitri: Mata, López |

| 8 februarie 2014 15:00 | Thüringer HC     | 26 - 24 | FC Midtjylland Håndbold | Wiedigsburghalle, Nordhausen Asistență: 2.200 Arbitri: Bonaventura, Bonaventura |
| 8 februarie 2014 15:00 | Barbosa, Huber 6 | (10–14) | Jensen 6                | Wiedigsburghalle, Nordhausen Asistență: 2.200 Arbitri: Bonaventura, Bonaventura |
| 8 februarie 2014 15:00 | 6× 3× 1×         | Cronica | 2× 3×                   | Wiedigsburghalle, Nordhausen Asistență: 2.200 Arbitri: Bonaventura, Bonaventura |

| 9 februarie 2014 15:30 | IK Sävehof | 27 - 27 | ŽRK Vardar | Partillebohallen, Partille Asistență: 1.550 Arbitri: Gasmi, Gasmi |
| 9 februarie 2014 15:30 | Alm 9      | (15–15) | Lekić 7    | Partillebohallen, Partille Asistență: 1.550 Arbitri: Gasmi, Gasmi |
| 9 februarie 2014 15:30 | 2× 3×      | Cronica | 3×         | Partillebohallen, Partille Asistență: 1.550 Arbitri: Gasmi, Gasmi |

| 15 februarie 2014 15:00 | Thüringer HC     | 30 - 25 | IK Sävehof | Wiedigsburghalle, Nordhausen Asistență: 1.700 Arbitri: Lah, Sok |
| 15 februarie 2014 15:00 | Barbosa, Huber 6 | (16–13) | Alm 8      | Wiedigsburghalle, Nordhausen Asistență: 1.700 Arbitri: Lah, Sok |
| 15 februarie 2014 15:00 | 3× 2×            | Cronica | 4× 3× 1×   | Wiedigsburghalle, Nordhausen Asistență: 1.700 Arbitri: Lah, Sok |

| 15 februarie 2014 18:00 | ŽRK Vardar | 24 - 23 | FC Midtjylland Håndbold      | Centrul Sportiv Boris Trajkovski, Skopje Asistență: 5.000 Arbitri: Kékes, Kékes |
| 15 februarie 2014 18:00 | Đokić 6    | (10–12) | L. Jørgensen, S. Jørgensen 5 | Centrul Sportiv Boris Trajkovski, Skopje Asistență: 5.000 Arbitri: Kékes, Kékes |
| 15 februarie 2014 18:00 | 2× 3×      | Cronica | 1× 2×                        | Centrul Sportiv Boris Trajkovski, Skopje Asistență: 5.000 Arbitri: Kékes, Kékes |

| 2 martie 2014 16:00 | IK Sävehof | 26 - 32 | Thüringer HC           | Partillebohallen, Partille Asistență: 1.515 Arbitri: Pech, Vágvölgyi |
| 2 martie 2014 16:00 | Odén 9     | (13-16) | Mietzner, Nadgornaja 6 | Partillebohallen, Partille Asistență: 1.515 Arbitri: Pech, Vágvölgyi |
| 2 martie 2014 16:00 | 3×         | Cronica | 4× 2×                  | Partillebohallen, Partille Asistență: 1.515 Arbitri: Pech, Vágvölgyi |

| 2 martie 2014 18:15 | FC Midtjylland Håndbold | 25 - 24 | ŽRK Vardar | Ikast-Brande Arena, Ikast Asistență: 2.048 Arbitri: Brehmer, Skowronek |
| 2 martie 2014 18:15 | S. Jørgensen 8          | (15–9)  | Lekić 7    | Ikast-Brande Arena, Ikast Asistență: 2.048 Arbitri: Brehmer, Skowronek |
| 2 martie 2014 18:15 | 2× 3×                   | Cronica | 5× 3×      | Ikast-Brande Arena, Ikast Asistență: 2.048 Arbitri: Brehmer, Skowronek |

| 8 martie 2014 15:00 | Thüringer HC | 24 - 24 | ŽRK Vardar | Wiedigsburghalle, Nordhausen Asistență: 2.200 Arbitri: Stoļarovs, Līcis |
| 8 martie 2014 15:00 | Nadgornaja 7 | (12-15) | Lekić 10   | Wiedigsburghalle, Nordhausen Asistență: 2.200 Arbitri: Stoļarovs, Līcis |
| 8 martie 2014 15:00 | 2×           | Cronica | 4× 2×      | Wiedigsburghalle, Nordhausen Asistență: 2.200 Arbitri: Stoļarovs, Līcis |

| 9 martie 2014 15:00 | IK Sävehof | 29 - 29 | FC Midtjylland Håndbold | Partillebohallen, Partille Asistență: 950 Arbitri: Arntsen, Röen |
| 9 martie 2014 15:00 | Roberts 6  | (14-17) | Jørgensen 7             | Partillebohallen, Partille Asistență: 950 Arbitri: Arntsen, Röen |
| 9 martie 2014 15:00 | 2×         | Cronica | 3×                      | Partillebohallen, Partille Asistență: 950 Arbitri: Arntsen, Röen |

| 16 martie 2014 16:00 | FC Midtjylland Håndbold | 26 - 20 | Thüringer HC | Ikast-Brande Arena, Ikast Asistență: 2.443 Arbitri: Bonifert, Oláh |
| 16 martie 2014 16:00 | Jørgensen 6             | (15-10) | Barbosa 6    | Ikast-Brande Arena, Ikast Asistență: 2.443 Arbitri: Bonifert, Oláh |
| 16 martie 2014 16:00 | 4× 2×                   | Cronica | 4× 3×        | Ikast-Brande Arena, Ikast Asistență: 2.443 Arbitri: Bonifert, Oláh |

| 16 martie 2014 18:00 | ŽRK Vardar | 24 - 18 | IK Sävehof | Centrul Sportiv Boris Trajkovski, Skopje Asistență: 6.000 Arbitri: Duță, Florescu |
| 16 martie 2014 18:00 | Lekić 7    | (11-9)  | Roberts 6  | Centrul Sportiv Boris Trajkovski, Skopje Asistență: 6.000 Arbitri: Duță, Florescu |
| 16 martie 2014 18:00 | 4× 3×      | Cronica | 1× 2×      | Centrul Sportiv Boris Trajkovski, Skopje Asistență: 6.000 Arbitri: Duță, Florescu |

### Grupa a 2-a
| Echipa              | M | V | E | Î | GM  | GP  | G   | Pct |
| ------------------- | - | - | - | - | --- | --- | --- | --- |
| Győri Audi ETO KC   | 6 | 4 | 2 | 0 | 160 | 147 | +13 | 10  |
| Budućnost Podgorica | 6 | 3 | 3 | 0 | 150 | 126 | +24 | 9   |
| Larvik HK           | 6 | 1 | 1 | 4 | 134 | 147 | −13 | 3   |
| Krim Ljubljana      | 6 | 1 | 0 | 5 | 133 | 157 | −24 | 2   |

| 1 februarie 2014 18:30 | Győri Audi ETO KC | 23 - 23 | Budućnost Podgorica | Magvassy Mihály Sportcsarnok, Győr Asistență: 3.000 Arbitri: Alpaidze, Berezkina |
| 1 februarie 2014 18:30 | Amorim 6          | (9–13)  | Cvijić 6            | Magvassy Mihály Sportcsarnok, Győr Asistență: 3.000 Arbitri: Alpaidze, Berezkina |
| 1 februarie 2014 18:30 | 3× 2×             | Cronica | 6× 2×               | Magvassy Mihály Sportcsarnok, Győr Asistență: 3.000 Arbitri: Alpaidze, Berezkina |

| 1 februarie 2014 20:30 | Krim Ljubljana | 24 - 18 | Larvik HK | Arena Stožice, Ljubljana Asistență: 2.500 Arbitri: Brunovský, Čanda |
| 1 februarie 2014 20:30 | Penezić 7      | (12-10) | Mørk 6    | Arena Stožice, Ljubljana Asistență: 2.500 Arbitri: Brunovský, Čanda |
| 1 februarie 2014 20:30 | 4× 2×          | Cronica | 3×        | Arena Stožice, Ljubljana Asistență: 2.500 Arbitri: Brunovský, Čanda |

| 7 februarie 2014 20:00 | Larvik HK          | 23 - 29 | Győri Audi ETO KC | Arena Larvik, Larvik Asistență: 4.025 Arbitri: Pandžić, Mošorinski |
| 7 februarie 2014 20:00 | Riegelhuth Koren 5 | (13–18) | Görbicz 8         | Arena Larvik, Larvik Asistență: 4.025 Arbitri: Pandžić, Mošorinski |
| 7 februarie 2014 20:00 | 4× 3×              | Cronica | 3×                | Arena Larvik, Larvik Asistență: 4.025 Arbitri: Pandžić, Mošorinski |

| 9 februarie 2014 19:00 | Budućnost Podgorica                | 30 - 15 | Krim Ljubljana   | Centrul Sportiv Morača, Podgorica Asistență: 5.000 Arbitri: Jurinović, Mrvica |
| 9 februarie 2014 19:00 | Byzdra, Cvijić, Neagu, Pavićević 4 | (13–6)  | Lazović-Varlec 4 | Centrul Sportiv Morača, Podgorica Asistență: 5.000 Arbitri: Jurinović, Mrvica |
| 9 februarie 2014 19:00 | 4× 3× 1×                           | Cronica | 5× 3×            | Centrul Sportiv Morača, Podgorica Asistență: 5.000 Arbitri: Jurinović, Mrvica |

| 16 februarie 2014 18:00 | Győri Audi ETO KC   | 27 - 24 | Krim Ljubljana | Magvassy Mihály Sportcsarnok, Győr Asistență: 3.000 Arbitri: Duță, Florescu |
| 16 februarie 2014 18:00 | Amorim, Bulatović 6 | (14–12) | Penezić 6      | Magvassy Mihály Sportcsarnok, Győr Asistență: 3.000 Arbitri: Duță, Florescu |
| 16 februarie 2014 18:00 | 2× 3×               | Cronica | 2× 3×          | Magvassy Mihály Sportcsarnok, Győr Asistență: 3.000 Arbitri: Duță, Florescu |

| 16 februarie 2014 20:00 | Budućnost Podgorica | 19 - 19 | Larvik HK | Centrul Sportiv Morača, Podgorica Asistență: 5.000 Arbitri: Dentz, Reibel |
| 16 februarie 2014 20:00 | Neagu 5             | (8–7)   | Mørk 8    | Centrul Sportiv Morača, Podgorica Asistență: 5.000 Arbitri: Dentz, Reibel |
| 16 februarie 2014 20:00 | 3×                  | Cronica | 2×        | Centrul Sportiv Morača, Podgorica Asistență: 5.000 Arbitri: Dentz, Reibel |

| 1 martie 2014 18:15 | Larvik HK | 17 - 22 | Budućnost Podgorica | Arena Larvik, Larvik Asistență: 3.150 Arbitri: Erdoğan, Özdeniz |
| 1 martie 2014 18:15 | Mørk 7    | (8-9)   | Cvijić 6            | Arena Larvik, Larvik Asistență: 3.150 Arbitri: Erdoğan, Özdeniz |
| 1 martie 2014 18:15 | 3×        | Cronica | 6× 3×               | Arena Larvik, Larvik Asistență: 3.150 Arbitri: Erdoğan, Özdeniz |

| 1 martie 2014 20:30 | Krim Ljubljana           | 22 - 24 | Győri Audi ETO KC | Arena Stožice, Ljubljana Asistență: 2.000 Arbitri: Bonaventura, Bonaventura |
| 1 martie 2014 20:30 | Krpež, Lazaović Varlec 5 | (14-14) | Görbicz 5         | Arena Stožice, Ljubljana Asistență: 2.000 Arbitri: Bonaventura, Bonaventura |
| 1 martie 2014 20:30 | 1× 3×                    | Cronica | 3×                | Arena Stožice, Ljubljana Asistență: 2.000 Arbitri: Bonaventura, Bonaventura |

| 8 martie 2014 18:15 | Larvik HK         | 28 - 22 | Krim Ljubljana | Arena Larvik, Larvik Asistență: 1.748 Arbitri: Schulze, Tönnies |
| 8 martie 2014 18:15 | Hammerseng-Edin 6 | (14-12) | Mavsar 6       | Arena Larvik, Larvik Asistență: 1.748 Arbitri: Schulze, Tönnies |
| 8 martie 2014 18:15 | 3×                | Cronica | 5× 2×          | Arena Larvik, Larvik Asistență: 1.748 Arbitri: Schulze, Tönnies |

| 9 martie 2014 19:00 | Budućnost Podgorica | 26 - 26 | Győri Audi ETO KC | Centrul Sportiv Morača, Podgorica Asistență: 5.000 Arbitri: Poulsen, Mortensen |
| 9 martie 2014 19:00 | Neagu 7             | (14-12) | Görbicz 8         | Centrul Sportiv Morača, Podgorica Asistență: 5.000 Arbitri: Poulsen, Mortensen |
| 9 martie 2014 19:00 | 5× 3×               | Cronica | 3× 2×             | Centrul Sportiv Morača, Podgorica Asistență: 5.000 Arbitri: Poulsen, Mortensen |

| 15 martie 2014 20:30 | Krim Ljubljana | 26 - 30 | Budućnost Podgorica | Arena Stožice, Ljubljana Asistență: 1.500 Arbitri: Pandžić, Mošorinski |
| 15 martie 2014 20:30 | Penezić 8      | (15-17) | Ježić 6             | Arena Stožice, Ljubljana Asistență: 1.500 Arbitri: Pandžić, Mošorinski |
| 15 martie 2014 20:30 | 2×             | Cronica | 4× 3×               | Arena Stožice, Ljubljana Asistență: 1.500 Arbitri: Pandžić, Mošorinski |

| 16 martie 2014 19:30 | Győri Audi ETO KC | 31 - 29 | Larvik HK          | Magvassy Mihály Sportcsarnok, Győr Asistență: 3.000 Arbitri: Jurinović, Mrvica |
| 16 martie 2014 19:30 | Görbicz 7         | (14-12) | Hammerseng-Edin 11 | Magvassy Mihály Sportcsarnok, Győr Asistență: 3.000 Arbitri: Jurinović, Mrvica |
| 16 martie 2014 19:30 | 3×                | Cronica | 3× 2×              | Magvassy Mihály Sportcsarnok, Győr Asistență: 3.000 Arbitri: Jurinović, Mrvica |